# Oostenrijk op het Eurovisiesongfestival 2003
Oostenrijk nam deel aan het  Eurovisiesongfestival 2003, gehouden  in Riga, Letland. Het was de 40ste deelname van het land aan het festival.

## Selectieprocedure
Net zoals hun vorige deelname, koos men ervoor om deze keer een nationale finale te organiseren.
De finale werd gehouden op 14 maart 2003 in de studio's van de nationale omroep in Wenen.
Deze show werd gepresenteerd door Gabriela Dorschner en Gerry Friedle.
In totaal deden 10 artiesten mee aan deze finale en de winnaar werd gekozen door televoting en SMS-stemmen.

| Volgorde | Artiest          | Lied                        | Punten | Plaats |
| -------- | ---------------- | --------------------------- | ------ | ------ |
| 1        | Substitute       | Girls of summer             | 3      | 10     |
| 2        | Kostrouch        | Frei sein                   | 4      | 9      |
| 3        | Xtraordinary     | Separate ways               | 9      | 6      |
| 4        | Eyeland          | We will survive             | 5      | 8      |
| 5        | Patricia         | Don't wanna be              | 9      | 6      |
| 6        | "Alf Poier"      | Weil der Mensch zählt       | 20     | 1      |
| 7        | Petra Frey       | This night should never end | 18     | 2      |
| 8        | J.O.B.           | All fingers and thumbs      | 16     | 3      |
| 9        | Sabine Neibersch | Dreaming of you             | 13     | 4      |
| 10       | Aalysha          | Daydream                    | 13     | 4      |

## In Riga
Op het festival in Letland moest Oostenrijk aantreden als tweede, na IJsland en voor Ierland. Na het afsluiten van de stemmen bleek dat Oostenrijk op een zesde plaats was geëindigd met 101 punten.
Door dit resultaat mocht men rechtstreeks aantreden in de finale van het Eurovisiesongfestival 2004. 
Nederland en België hadden respectievelijk 8 en 2 punten over voor deze inzending.

### Gekregen punten

#### Finale
| 12 punten                         | 10 punten            | 8 punten                                               | 7 punten                           | 6 punten                     |
| --------------------------------- | -------------------- | ------------------------------------------------------ | ---------------------------------- | ---------------------------- |
|                                   | - IJsland - Portugal | - Nederland - Noorwegen - Spanje - Verenigd Koninkrijk | - Slovenië                         | - Estland - Turkije - Zweden |
| 5 punten                          | 4 punten             | 3 punten                                               | 2 punten                           | 1 punt                       |
| - Bosnië en Herzegovina - Kroatië | - Cyprus - Letland   |                                                        | - België - Duitsland - Griekenland |                              |

### Punten gegeven door Oostenrijk

#### Finale
Punten gegeven in de finale:
| 12 punten | Turkije               |
| 10 punten | Polen                 |
| 8 punten  | Rusland               |
| 7 punten  | Bosnië en Herzegovina |
| 6 punten  | Roemenië              |
| 5 punten  | Kroatië               |
| 4 punten  | België                |
| 3 punten  | Zweden                |
| 2 punten  | Noorwegen             |
| 1 punt    | Duitsland             |

1957 · 1958 · 1959 · 1960 · 1961 · 1962 · 1963 · 1964 · 1965 · 1966 · 1967 · 1968 · 1969-1970 · 1971 · 1972 · 1973-1975 · 1976 · 1977 · 1978 · 1979 · 1980 · 1981 · 1982 · 1983 · 1984 · 1985 · 1986 · 1987 · 1988 · 1989 · 1990 · 1991 · 1992 · 1993 · 1994 · 1995 · 1996 · 1997 · 1998 · 1999 · 2000 · 2001 · 2002 · 2003 · 2004 · 2005 · 2006 · 2007 · 2008-2010 · 2011 · 2012 · 2013 · 2014 · 2015 · 2016 · 2017 · 2018 · 2019 · 2020 · 2021 · 2022 · 2023 · 2024 · 2025